# 田村滋美
田村 滋美（たむら しげみ、1938年7月20日 - ）は、公益財団法人東電記念財団理事長。東京電力会長（2002年-2008年）、東京電力自然学校校長、ビューティフル・エージング協会理事長、産業創造研究所理事長などを歴任した。

## 人物
岡山県出身。岡山県立岡山朝日高等学校、東北大学工学部卒業。東北大学時代に1960年ローマオリンピックのボート競技（エイト）に出場した経験を持つ。2002年、東京電力原発トラブル隠し事件で退任した経営陣の後を受けて会長に就任、2008年まで務めた。
三菱重工業長崎造船所の世界最大級の容量を誇る液化天然ガス運搬船「アルト アクルクス」を命名した人物でもある。